# Tamara Danilova
Pour les articles homonymes, voir Danilova.
Tamara Petrovna Danilova (en russe : Тамара Петровна Данилова ; née le 30 juillet 1939 à Léningrad) est une athlète représentant l'Union soviétique, spécialiste du lancer du disque. 

## Biographie

### Palmarès
| Date | Compétition           | Lieu    | Résultat | Performance |
| ---- | --------------------- | ------- | -------- | ----------- |
| 1969 | Championnats d'Europe | Athènes | 1re      | 59,28 m     |
| 1972 | Jeux olympiques       | Munich  | 4e       | 62,86 m     |

### Records
| Épreuve          | Performance | Lieu   | Date |
| ---------------- | ----------- | ------ | ---- |
| Lancer du disque | 62,86 m     | Munich | 1972 |